# Distretto di Devecser
Il distretto di Devecser (in ungherese Devecseri járás) è un distretto dell'Ungheria, situato nella provincia di Veszprém.